# Муравская улица
Муравская у́лица — улица в Северо-Западном административном округе города Москвы на территории района Митино. Пролегает между Пятницким шоссе и 2-й Муравской улицей.
Вправо отходят:
- Пятницкое шоссе (дублёр)
- 1-я Муравская улица
- 2-я Муравская улица

Муравская улица находится целиком за пределами МКАД.
Улица с двухсторонним движением автотранспорта (по одной полосе в каждом направлении). Тротуары — с 2-х сторон. С одной стороны — электродепо «Митино» (относится к Пятницкому шоссе), с другой — Новогорский лесопарк и коттеджный поселок Рождествено.

## История
Улица названа в 1996 году по находящейся в этой местности реке Муравка (правый приток реки Сходни). По Муравке проходит современная граница города Москвы.
Ранее в левой части рос лес, но в 2009 году большая его часть была вырублена для строительства электродепо «Митино».

## Здания и сооружения

### Здания
Около 200 трехэтажных коттеджей в коттеджном поселке Рождествено (2000-е годы постройки). в 2016 году началось строительство многоэтажных домов на улице Муравская, строительство продолжается по сей день.

## Транспорт

### Наземный транспорт
По улице ходит автобус № 614, а так же автобус 328.

### Метро
- Пятницкое шоссе